# Попа, Николае (судья)
Николае Попа (рум. Nicolae Popa, 1 сентября 1939, Mihăești, Вылча — 26 ноября 2024) — румынский судья, председатель Высшего кассационного суда с 2004 по 2009 год.

## Жизнь и карьера
Попа родился в Говоре, жудец Вылча, в 1960 году окончил юридический факультет Бухарестского университета, а в 1975 году получил степень доктора права в этом же учебном заведении. Начиная с 1960 года он преподавал на том же факультете, став в 1975 году профессором общей теории права и судебной социологии. Он был членом профессорского совета факультета, а также профессорского совета юридического факультета Университета Николае Титулеску. Попа также был научным руководителем диссертаций по праву.
В 1993 году президент Ион Илиеску назначил его советником президента по законодательным и судебным вопросам. Он проработал на этой должности до 1996 года, когда был назначен в Конституционный суд Румынии на период оставшегося срока полномочий Иоана Деляну. Он проработал в этом суде до 2004 года, став его председателем 7 июня 2001 года. 12 июля 2004 года Илиеску назначил его председателем Высшего кассационного суда, несмотря на то, что у Попы не было 18-летнего опыта работы в качестве судьи, требуемого законом; он принял присягу два дня спустя. Он оставался на своём посту до 14 сентября 2009 года, покинув пост до истечения шестилетнего срока в связи с достижением им обязательного пенсионного возраста — 70 лет.
Попа получил степень doctor honoris causa в 2003 году в Свободном международном университете Молдовы в Кишинёве, а в 1973 году стал выпускником международного семинара в Зальцбурге по теме американского права и правовых институтов. С 1995 года он был главным редактором «Revista de Drept Public».
Попа умер 26 ноября 2024 года в возрасте 85 лет.